# Viverravinae
Viverravinae («предки віверридових») — вимерла підродина ссавців з вимерлої родини Viverravidae, яка мешкала з раннього палеоцену до середнього еоцену в Північній Америці, Азії та Європі.